# Eusebio Zubasti
Eusebio Zubasti fue un abogado y político argentino, miembro de la Unión Cívica Radical Intransigente, que se desempeñó como senador nacional por la provincia del Chubut entre 1961 y 1962.

## Biografía
Estudió derecho en la Facultad de Ciencias Jurídicas y Sociales de la Universidad Nacional de La Plata (UNLP), integrando el consejo superior de la UNLP por representación de los estudiantes. Se radicó en Comodoro Rivadavia.
En política, se unió a la Unión Cívica Radical, integrando luego la Unión Cívica Radical Intransigente. En 1958 formó parte del gabinete del primer gobierno constitucional de la provincia del Chubut, al desempeñarse como Ministro de Gobierno del gobernador Jorge Galina.
En junio de 1961 asumió como senador nacional por Chubut. Allí fue miembro de la Comisión de Energía y Combustibles. No pudo completar su mandato, que se extendía hasta 1970, por la disolución del Congreso de la Nación Argentina en septiembre de 1962, por el presidente José María Guido.
Durante el gobierno nacional de Arturo Umberto Illia integró el directorio de la empresa petrolera estatal Yacimientos Petrolíferos Fiscales como representante de la provincia del Chubut.